# Vchynice-Tetov
Vchynice-Tetov je bývalý úřední název dvojice dřevařských osad založených v letech 1790–1792 byly založeny na úpatí Adamovy hory na Šumavě. Lidově byly osady pojmenovány Einbauern a Brennten, oficiální název Vchynice-Tetov jim byl dán na počest majitele panství Filipa Kinského z Vchynic a Tetova. Rod Kinských (Vchynských) získal své přídomky podle vesnice Vchynice na Litoměřicku a Tetova v jižním Braniborsku. Později ves koupili Schwarzenbergové a postavili zde Vchynicko-tetovský plavební kanál.
V současné době je území Vchynic-Tetova rozděleno do dvou katastrálních území, která patří každé do jiné obce v okrese Klatovy. Vchynice-Tetov I jsou části obce Srní, Vchynice-Tetov II patří k obci Modrava a postavení evidenční části měly do června 2016. Tato dvě katastrální území zahrnují rozsáhlé horské lesní území s rozptýlenými samotami a malými osadami, z větší části zaniklými.